# Cabane du Mont Rose

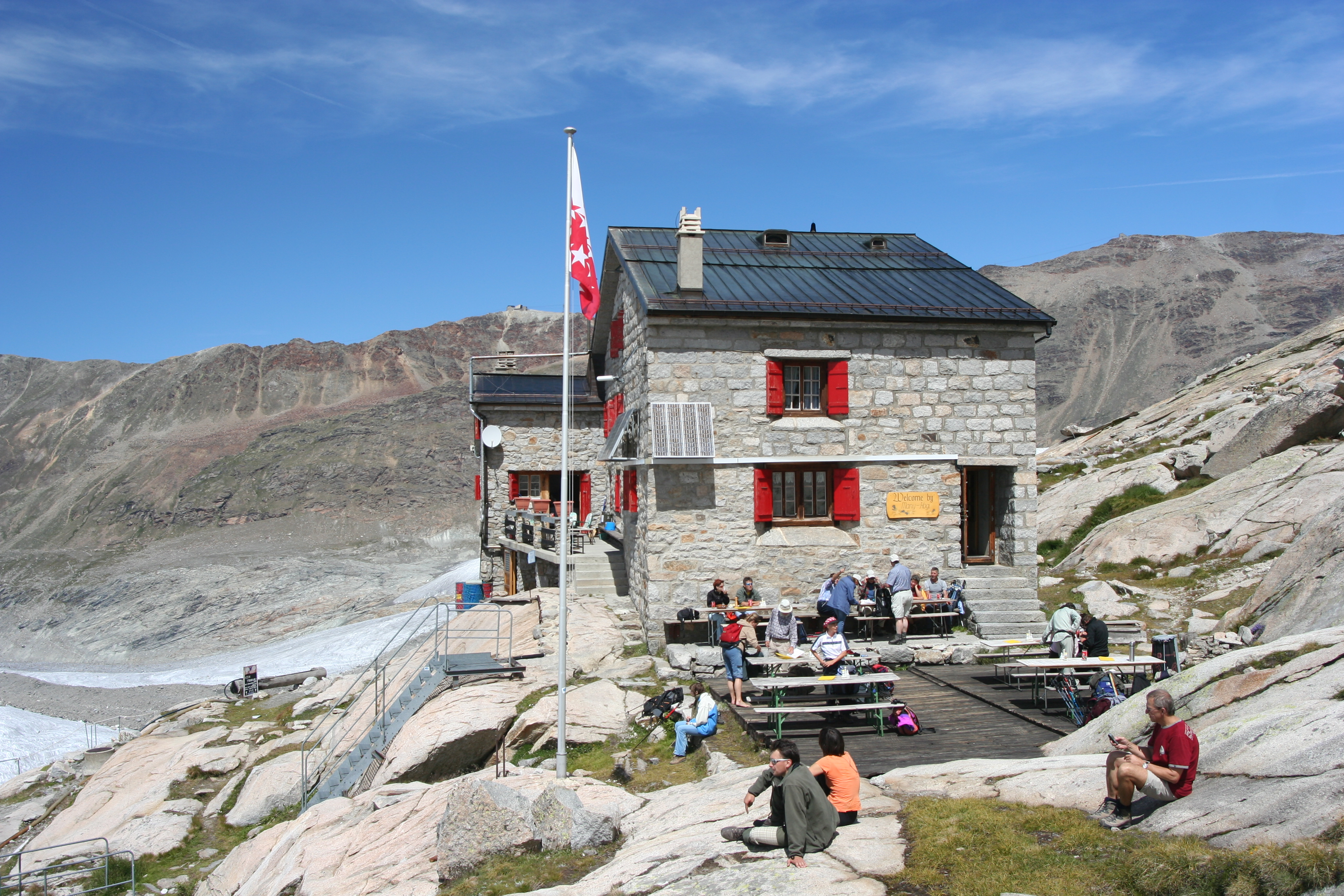
Stare schronisko Monte Rosa 2 795 m n.p.m.

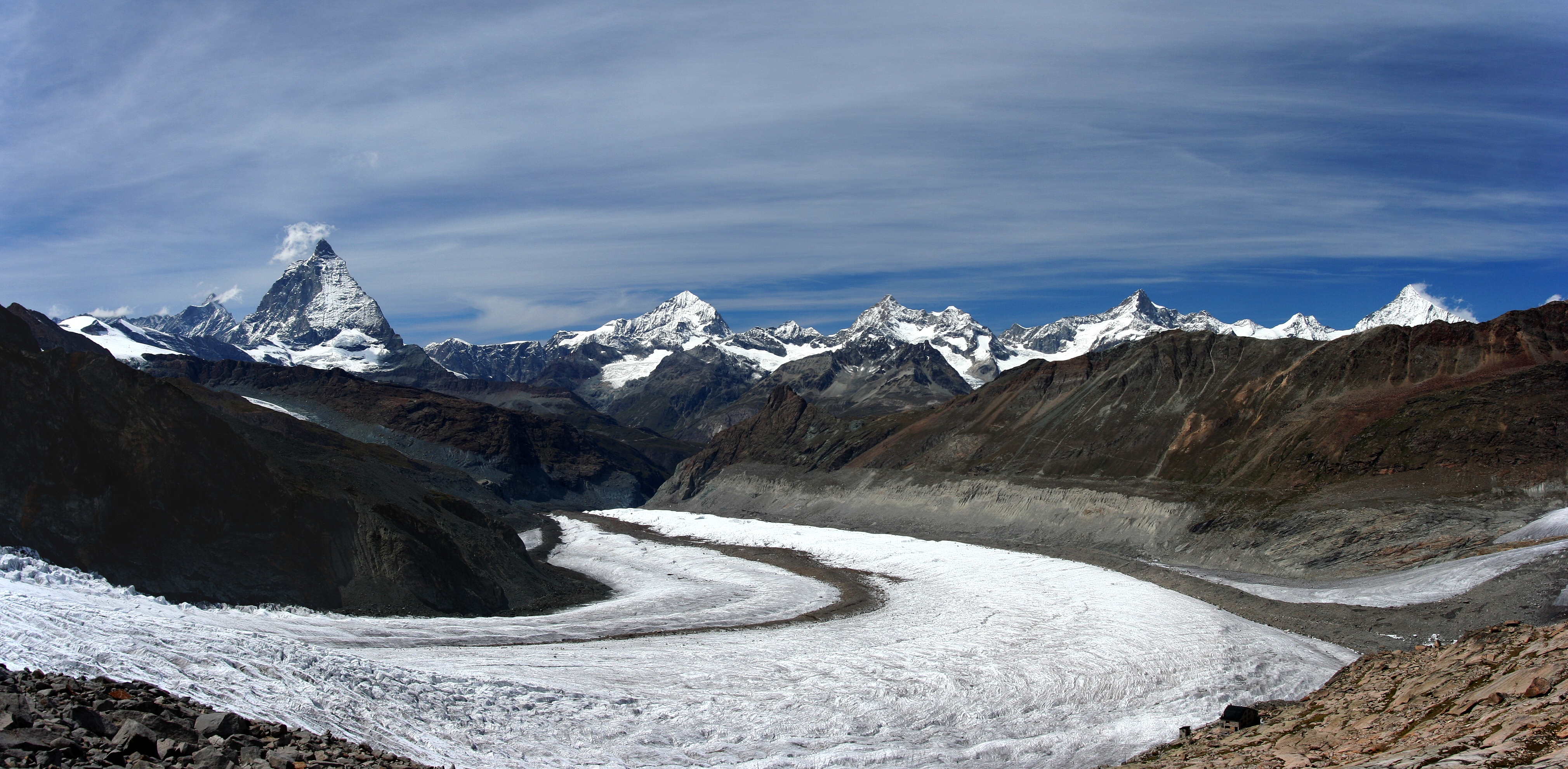
Widok na lodowce Gornergletscher i Grenzgletscher. W prawym dolnym rogu schronisko Monte Rosa Hut. W tle szczyty (od lewej): Matterhorn (4478 m), Dent Blanche (4357 m), Ober Gabelhorn (4062 m), Wellenkuppe (3903 m), Zinalrothorn (4221 m), Weisshorn (4506 m)

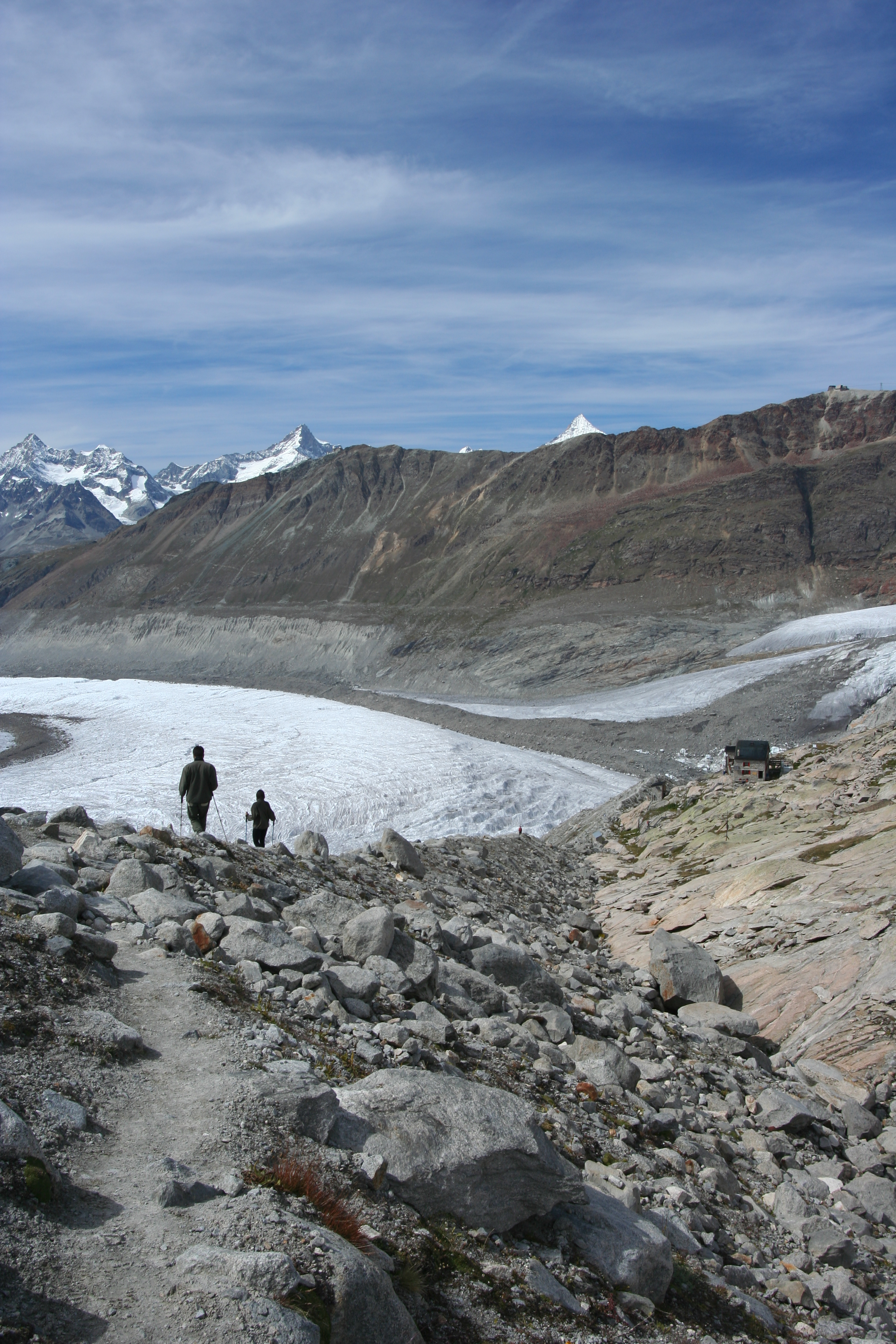
Schronisko Monte Rosa, lodowce Gornergletscher i Grenzgletscher

Cabane du Mont Rose – schronisko turystyczne w masywie Monte Rosa w Alpach Pennińskich. Do schroniska prowadzi droga (około 2 h) od stacji Rotenboden (przedostatniego przystanku kolei zębatej Gornergratbahn na linii Zermatt-Gornergrat). Przed dojściem do schroniska przecina ona Gornergletscher i Grenzgletscher. W końcowym odcinku droga przechodzi przez płytę skalną, na której szczycie znajduje się budynek. Fragment ten wymaga zachowania ostrożności, ze względu na ekspozycję, nachylenie oraz łatwość upadku na śliskich, zwłaszcza po deszczu skałach. Trasa posiada stałe zabezpieczenia.

## Historia
- 1894–1895 – wybudowano pierwszą, drewnianą chatę zdolną pomieścić 25 osób.
- 1918 – rozbudowa kwater schroniska do 45 miejsc.
- 1930 – przebudowa pierwotnej konstrukcji; wzmocnienie budynku 50 cm kamiennym murem.
- 1939–1940 – kolejna rozbudowa schroniska. Trzypiętrowy budynek posiada kwatery dla 86 osób. Przemianowanie budynku na Monte Rosa Hut.
- 1972–1975 – wraz z rosnąca popularnością turystyki i narciarstwa w regionie schronisko przechodzi dalszą rozbudowę. Dodane zostaje kolejne 30 miejsc noclegowych oraz pomieszczenia na sprzęt narciarski i wspinaczkowy.
- 1983–1984 – rozbudowa schroniska do 150 miejsc noclegowych.
- 2003–2009 – budowa nowego schroniska (powyżej starego).

## Stare schronisko
Trzypiętrowy murowany budynek na wysokości 2795 m stanowi bazę wypadową dla turystów pragnących zdobyć szczyty masywu Monte Rosa, w tym najwyższy Dufourspitze (4634 m). Schronisko dysponuje miejscami noclegowymi dla 150 osób. Posiada osobne kwatery dla przewodników. Toalety stanowi murowany wychodek położony 20 metrów od głównego budynku. W schronisku brak bieżącej wody zdatnej do picia. Można zakupić wrzątek w cenie 2 franków za litr. Cena noclegu bez wyżywienia wynosi 33 franki. Osoby dysponujące kartą członkowską SAC & UIAA otrzymują zniżki. W schronisku można płacić przy pomocy kart kredytowych Mastercard i Visa.

## Nowe schronisko
We wrześniu 2009 r. otwarto nowe schronisko, wybudowane na wysokości 2883 m według futurystycznego projektu Politechniki Federalnej w Zurychu (ETHZ). Przyjazny dla środowiska budynek pozyskuje wodę z topniejących lodowców. 90% swojego zapotrzebowania na energię pokrywa korzystając z energii słonecznej, wykorzystuje się też rekuperację ciepła wytwarzanego przez ludzi.